# 3DCoat
3DCoat (3D-Coat) — український програмний пакет для створення тривимірної комп'ютерної графіки, що включає засоби моделювання, анімації, рендерингу автором якого є Андрій Шпагін, фізик, колишній провідний програміст GSC Game World та автор рушія відеогри Козаки, співзасновник студії розробки програмного забезпечення Pilgway (Київ, Україна), яка наразі й займається розробкою 3DCoat.

## Можливості
- Створення 3D об'єктів воксельним методом, методами ліпленя та полігонального моделювання;
- Наявність великої кількості скульптурних інструментів;
- Інструменти для текстурування та створення PBR-текстур;
- Булеві операції з чіткими краями;
- UV-мапінг;
- Рендеринг;
- Підтримка створення сценаріїв повторюваних дій з використанням Coat API;
- Створення доповнень у вигляді Python-скриптів з використанням 3DCoat Python API;
- Інтеграція з Blender[14] та Unity[15].
- Локалізація інтерфесу доступна 70 мовами, зокрема й українською.

## 3DCoatPrint
2022 року було випущено 3DCoatPrint — безкоштовну версію 3DCoat, орієнтовану на швидке прототипування речей для 3D-друку. Програма має обмежений набір функцій та спрощений інтерфейс, що робить програму доступною для використання навіть дітям.

## Цікаві факти
- Олександр Горбатовський, один з розробників 3DCoat[21], з 1993 по 1999 рік брав участь у розробці системи автоматизованого проєктування САПР-Планер[22] для потреб машинобудування[23] в авіаційній промисловості[24], яка використовувалася зокрема для проєктування літаків Ту-334 КБ Туполєва та Ан-140 і Ан-74 КБ Антонова[25][26], а також використовувалась на ХАЗ[27]. Олександр також брав участь у запуску у серійне виробництво літака Ту-334, «керував проєктом по запуску в серійне виробництво безплазовим методом дверей трапу Ан-74П»[28], а після 1999 року працював у кількох компаніях над розробкою різних САПР, 3D редакторів, PDM, ERP та MRP систем[29], а паралельно з цим працював над персональним проєктом — Дом-3D[30][31], безкоштовна[32] програма з інтуїтивним інтерфейсом для проєктування та планування будинків орієнтована на широкий загал користувачів[33][27]. Дом-3D базувалася на рушії Альфа-3D, яка в свою чергу була продовженням розробки САПР-Планер. У травні 2016 році Олександр познайомився з Андрієм Шпагіним, який вже на той час працював над 3DCoat, і вони домовилися разом працювати над проєктом Дом-3D[34], і того ж року було оголошено амбітний проєкт: створення на основі 3DCoat і Дом-3D нового рушія — World-7D, на якому буде побудовано програму для художників 7D-Magic, а також Dom-7D (покращену версію Дом-3D)[35]. У 2017 році було випущено Dom-3D 2017, яка стала комерційною. У січні 2018 року було випущено Dom-3D 2018[36], а вже з лютого 2018 року Олександр долучився до команди Pilgway і зосередився на розробці 3DCoat; розробка Dom-3D з того часу зупинилась[37].